# 387e division d'infanterie
La  387e division d'infanterie (en allemand : 387. Infanterie-Division ou 387. ID) est une des divisions d'infanterie de l'armée allemande (Wehrmacht) durant la Seconde Guerre mondiale.

## Historique
La 387e division d'infanterie est formée le 1er février 1942 sur le Truppenübungsplatz (terrain de manœuvre) de Döllersheim dans le Wehrkreis XVII en tant que “Rheingold”-Division en tant qu'élément de la 18. Welle (18e vague de mobilisation).
Cinq divisions ont été formées en janvier 1942 sous le nom de code “Rheingold” (Or du Rhin) en tant que renforts manquant cruellement pour le Front de l'Est en voie de disparition.
Après sa formation, la division est transférée sur le Front de l'Est en mai 1942.
D'abord intégrée dans l'Heeresgruppe Sud avec la 2. Armee dans le secteur de Koursk, elle rejoint en juillet 1942 la 2. Armee au sein de l'Heeresgruppe B dans le secteur de Voronej, puis dans le secteur du Don pour venir renvoyer la 8e armée italienne tout en subissant de lourdes pertes et est détruite le 15 janvier 1943.
Elle est reformée le 15 février 1943 avec les éléments de la division et de la 298. Infanterie-Division et incorporée dans l'Heeresgruppe Sud dans le secteur de Krementchouk.
La division est dissoute le 13 mars 1944 après avoir subi de lourdes pertes dans le secteur de Nikopol avec la 6. Armee. L'état-major de la division est utilisé pour reformer la 98. Infanterie-Division et les éléments survivants forment le Divisions-Gruppe 387 qui est assigné à la 258. Infanterie-Division.

### Différents emblèmes

1er logo
2e logo

## Organisation

### Commandants
| Date                               | Grade           | Commandant              |
| ---------------------------------- | --------------- | ----------------------- |
| 1er février 1942 - 15 janvier 1943 | Generalleutnant | Arno Jahr               |
| 15 février 1943 - 6 mai 1943       | Generalmajor    | Eberhard von Schuckmann |
| 6 mai 1943 - 10 juillet 1943       | Generalleutnant | Ewrin Menny             |
| 10 juillet 1943 - 12 octobre 1943  | Generalmajor    | Eberhard von Schuckmann |
| 12 octobre 1943 - 24 décembre 1943 | Generalleutnant | Werner von Eichstädt    |
| 24 décembre 1943 - 8 mars 1944     | Generalmajor    | Eberhard von Schuckmann |

## Théâtres d'opérations
- Allemagne : Février 1942 - Mai 1942
- Front de l'Est, secteur Sud : Mai 1942 - Mars 1944

## Ordre de bataille
1942:
- Infanterie-Regiment 541
- Infanterie-Regiment 542
- Infanterie-Regiment 543
- Artillerie-Abteilung 387
- Panzerjäger-Abteilung 387
- Pionier-Bataillon 387
- Infanterie-Divisions-Nachrichten-Abteilung 387
- Kommandeur der Infanterie-Divisions-Nachschubtruppen 387

1944
- Grenadier-Regiment 525
- Grenadier-Regiment 537
- Grenadier-Regiment 542
- Artillerie-Abteilung 387
- Divisions-Füsilier-Bataillon 387
- Feldersatz-Bataillon 387
- Panzerjäger-Abteilung 387
- Pionier-Bataillon 387
- Infanterie-Divisions-Nachrichten-Abteilung 387
- Kommandeur der Infanterie-Divisions-Nachschubtruppen 387